# 地球33番地

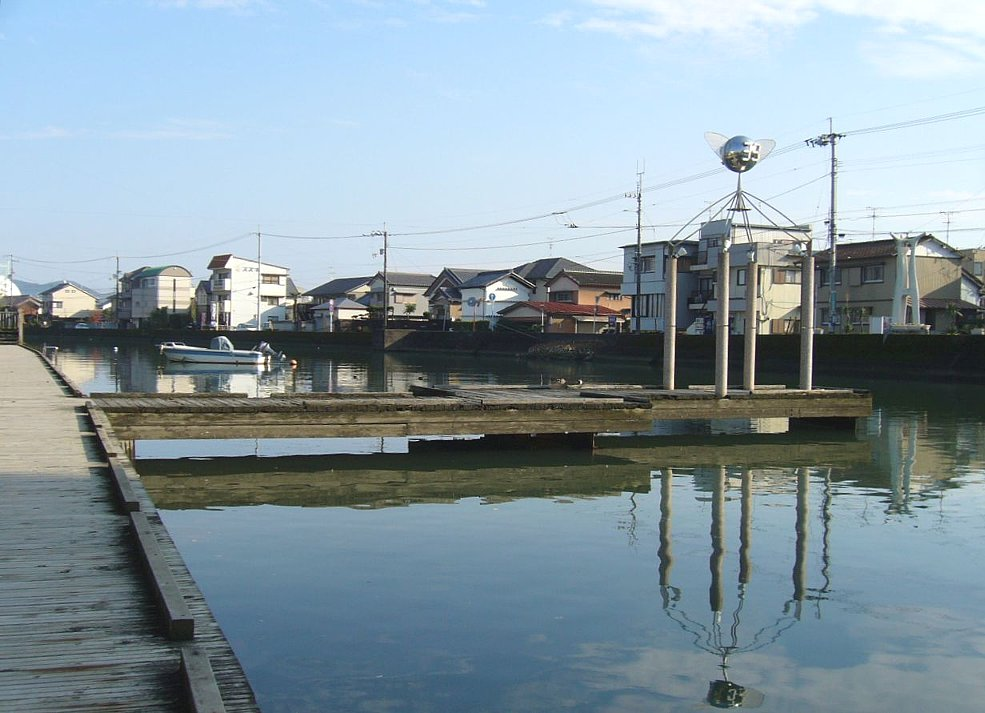
江ノ口川北岸から望む地球33番地。対岸右奥がモニュメント

地球33番地（ちきゅうさんじゅうさんばんち）は、高知県高知市南金田・弥生町にある、旧日本測地系による東経133度33分33.333秒・北緯33度33分33.333秒の地点を指す愛称。ただし、現在の正しい測地系である世界測地系によるこの地点の経度・緯度は、東経133度33分23.937秒、北緯33度33分45.446秒である。
世界測地系による東経133度33分33.333秒・北緯33度33分33.333秒の正しい位置は、高知市立昭和小学校の南東角近傍の高知市日の出町7-47であり、旧日本測地系による位置から南東へ約445 m 移動した位置である（後述）。

## 概要
- 北緯33度33分33.3333秒 東経133度33分33.3333秒 / 北緯33.559259250度 東経133.559259250度（世界測地系による位置） - 2002年4月1日から国土地理院でそれまでの日本測地系に変わり、新たに採用された世界標準の測地系。
- 北緯33度33分45.44653秒 東経133度33分23.93731秒 / 北緯33.5626240361度 東経133.5566492528度（日本測地系による位置） - モニュメントがある場所。地球33番地公式サイト[2]においては、経度・緯度ともにその秒数は整数値（33秒）を使用しており、33.333秒とはしていない。この差（0.333秒）によって、緯度については10.3m、経度については8.7mの差が生じる[注釈 1][注釈 2]。高知市街を東流する江ノ口川のほぼ中央に位置しているが、このポイントが33秒（すなわち33.000秒）の位置なのか、33.333秒の位置なのかは不明である。金属製のシンボル塔が立ち、北岸からの木製通路を渡ってたどり着ける。また南岸にはコンクリート造のモニュメント（1962年5月に高知ロータリークラブが建立したもの）がある。

このように経緯度の数字が並ぶ地点は海の中や砂漠などに位置することが多く、川の中とは言え都市部にあることは世界的にも極めて珍しい。
なお、地球33番地公式サイトは、「正式ポイント」について次の注記をしている。
- 「近年、緯度経度の基準が、日本測地系から世界測地系というモノサシに変わりました。これにより、新しい基準で測ると400mほど東南に離れた場所とされています。しかし、私たちは当初からの川の中のポイントを愛し、いまでも『地球33番地』と呼んでいます。」

## 位置
- 世界測地系による位置（東経133度33分33.333秒・北緯33度33分33.333秒）

高知県高知市日の出町7番47（ほぼ高知市立昭和小学校の校庭の南東角に当たる。旧日本測地系による位置から約445 m 南東である。）
交通アクセスは、国道32号上の、とさでん交通後免線の知寄町二丁目停留場下車。「ちより街テラス」と「かつれつ亭」との間の道を北へ約100 m、突き当たりを右へ30 m行った地点の左側「太田アパート」の位置である。「ちより街テラス」の立体駐車場のすぐ北側に当たる。
- 旧日本測地系による位置（東経133度33分23.937秒・北緯33度33分45.446秒）
  - 高知県高知市南金田2番38地先：江ノ口川の左岸（北岸）側　　川の水面上のシンボル塔への渡り通路がある。
  - 高知県高知市弥生町3番16地先：江ノ口川の右岸（南岸）側　コンクリート造のモニュメントa[注釈 3]がある。

交通アクセスは、とさでん交通後免線宝永町停留場または知寄町一丁目停留場から北へ約400m。コンクリート造のモニュメントは知寄町一丁目電停からほぼ真北の地点にあるが、川の水面上にあるシンボル塔への渡り通路は北岸からのみアクセス可能であり、シンボル塔へ行くには一度西側の一文橋へ回り込む必要がある。

## 到達証明書
江ノ口川の右岸（南岸）側のコンクリート造のモニュメントの前にある重度障害者通所作業所「オープンハート」で、地球33番地到達証明書を発行している。

## 経緯
- 1962年（昭和37年）5月 - 高知ロータリークラブが江ノ口川のほとりを地球33番地と名付け、モニュメントを建立した[6]。
- 1991年（平成3年3月3日）地球33番地実行委員会が発足[6]。以降、毎年3月3日に「地球33フェスティバル」を開催[7]。
- 1993年（平成5年） - 「正確な地点はどこ？」という声に、高知県が江ノ口川の中にモニュメントを建てた。
- 1996年（平成8年） - 開通した隣接道路を「地球33番地通り」と命名[8]。
- 2002年（平成14年）4月1日 - 緯度経度の測量基準がそれまでの日本測地系から世界測地系へ移行した。これに伴い正確な地点は南東に445m 離れた地点となった[9]。

## 引用
1. ↑   国土地理院　日本測地系と世界測地系との相互変換プログラム Web版　TKY2JGD Ver.1.3.80　による変換結果
2. ↑  地球33番地公式WEBサイト
3. ↑  地球33番地実行委員会
4. ↑  地球33番地 山尾望のHP、最終ページ、2008年8月
5. ↑  緯度経度が3だらけの場所、地球33番地 知の冒険、2015年7月12日
6. 1 2  ようこそ「地球33番地」ホームページへ 地球33番地実行委員会
7. ↑  宅間一之 監修『意外と知らない高知県の歴史を読み解く！高知「地理・地名・地図」の謎』実業之日本社、2015年2月6日、108頁。
8. ↑  宅間一之 監修『意外と知らない高知県の歴史を読み解く！高知「地理・地名・地図」の謎』実業之日本社、2015年2月6日、108頁。
9. ↑  川窪　財、”東経133度33分33秒 北緯33度33分33秒 経緯度に「3」が12個も並ぶ特異点　高知の宝、地球33番地”、p.17、月刊「地図中心」、通巻573号、一般財団法人 日本地図センター、2020年6月